# Orthacanthus
Famille
Genre
Orthacanthus, unique membre de la famille des Orthacanthidae, est un genre fossile de requins d'eau douce de l'ordre des Xenacanthida. Ces espèces présentent une longue colonne vertébrale à partir de l'arrière de son crâne et une très longue nageoire dorsale, leur donnant l'apparence d'anguilles.
Il y a environ 260 millions d'années, Orthacanthus était le prédateur dominant des marais d'eau douce et des bayous en Europe et en Amérique du Nord. Son corps faisait près de trois mètres de longueur, et le requin possédait une étrange série de dents à double pointe. Ils sont apparus il y a 400 millions d'années, au Dévonien, et se sont éteints juste avant le Mésozoïque, il y a environ 225 millions d'années.

## Cannibalisme
L'examen de coprolithes d’Orthacanthus du Canada par Aodhan O’Gogain et al. ont révélé que, dans les périodes difficiles, Orthacanthus était probablement cannibale car des dents de jeunes Orthacanthus ont été trouvées dans des coprolithes d'adultes,.

## Liste des espèces
Selon Paleobiology Database (25 octobre 2024) :
- † Orthacanthus buxieri Heyler & Poplin, 1989
- † Orthacanthus compressus Newberry 1856
- † Orthacanthus donnelljohnsi Johnson & Thayer, 2009
- † Orthacanthus gibbosus Agassiz 1843
- † Orthacanthus gracilis Newberry, 1875
- † Orthacanthus lintonensis Babcock 2024
- † Orthacanthus milleri Agassiz, 1843
- † Orthacanthus minor Agassiz, 1843
- † Orthacanthus platypternus (Cope, 1884)
- † Orthacanthus pustulosus Agassiz, 1843
- † Orthacanthus texensis Cope, 1888

## Systématique
Le genre Orthacanthus a été créé en 1843 par Agassiz. La famille des Orthacanthidae, quant à elle, l'a été en 1989 par les paléontologues français Daniel Heyler (d) (1919-2011) et Cécile M. Poplin (d).

### Publications originales
- Famille des Orthacanthidae :
  - (en) D. Heyler et C. Poplin, « Systematics and relationships among the Xenacanthiformes (Pisces, Chondrichthyes) in the light of Carboniferous and Permian French materal », Acta Musei Reginaehradecensis, Tchéquie, scientiae Naturales, vol. 22,‎ 1989, p. 69-78 (ISSN 0231-9616).
- Genre Orthacanthus :
  - Louis Agassiz, Recherches sur les poissons fossiles, Neuchatel, Imprimerie de Petitpierre, 1843, Tome III (livr. 15-16) pp. 157–390.